# 巴列胡埃洛
18°39′0″N 71°19′48″W / 18.65000°N 71.33000°W
巴列胡埃洛（西班牙語：Vallejuelo），是多明尼加共和國的城鎮，位於該國西部，由聖胡安省負責管轄，面積218.82平方公里，2012年人口12,555，人口密度每平方公里57人。